# Philip Pearlstein
Philip Pearlstein (Pittsburgh, 24 de maio de 1924 – Nova Iorque, 17 de dezembro de 2022) foi um pintor influente  americano mais conhecido pelos nus do Realismo Modernista. Citado pelos críticos como o pintor figurativo preeminente da década de 1960 a 2000. ele liderou um avivamento na arte realista.

## Carreira
Durante a década de 1950, Pearlstein exibiu pinturas de paisagens expressionistas abstratas. Por volta de 1958, ele começou a frequentar sessões semanais de desenho de figuras no estúdio de Mercedes Matter. Em 1961, Pearlstein começou a fazer pinturas de casais nus com base em seus desenhos e, em 1962, começou a pintar diretamente do modelo em um estilo menos pictórico e mais realista. Em um artigo publicado na Arts Magazine em abril de 1963, Sidney Tillim escreveu que "[Pearlstein] não apenas recuperou a figura para a pintura; ele a colocou para trásno plano e no espaço profundo sem recorrer à nostalgia (história) ou moda (novas imagens do homem)... Ele pinta o nu não como um símbolo de beleza e forma pura, mas como um fato humano — implicitamente imperfeito".